# シティ・キャット

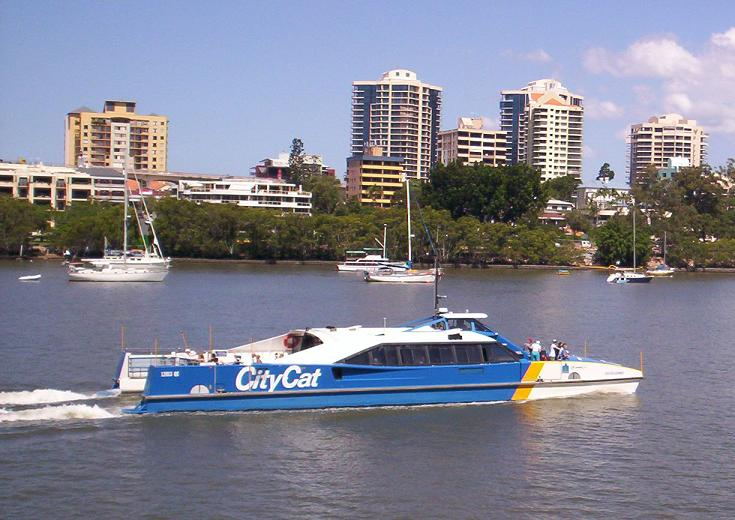
シティ・キャット

シティ・キャット (CityCat) は、オーストラリアクイーンズランド州の州都ブリスベンのフェリーサービス。Balmoral(バルモラル)からCBD経由で、クイーンズランド大学セントルシア・キャンパスの間のブリスベン川を運航している。
フェリーからはストーリーブリッジやブリスベン都心部ビル街、サウスバンク公園の景色を見ることが出来る。

## 略史
- 1996年、運営開始（150人乗り, 6艘）
- 1998年、2艘追加
- 2005年、更に2艘の新しいデザインの船（乗客数：162人（12人増えた））が運航されて、第1世代の船は約18ヶ月の改修になった。改修された船は内装空間の拡大、12台の自転車の運搬スペース（以前は特になかった）、プラズマスクリーン、洗面施設の拡大、船前部のスペース、座席の改善が行われた。
- 2008年、13台目となる新しい船Ya-wa-gara号が就航。これにより、平日ラッシュ時は6～15分間隔、土休日は概ね15分間隔で運航され最終時刻も繰り下がった。

- 2010年2月、第3代目となる新しい船Kuluwin号が就航。これにより時刻表が改定され運航本数が増えたほか、朝の通勤時間帯には3本のエキスプレスがアポロ通り－リバーサイド間で運航されるようになった。

## 基本情報
- 停泊所数：14カ所
- 船種：カタマラン（双胴船）
- 所有者：ブリスベン市議会
- デザイン：Grahame Parker Design
- 造船：Brisbane Ship Constructions（第1世代）、Norman Wright and Son（第2世代）
- 搭乗人数：150人（第1世代）、162人（第2世代）
- 最高速度：26ノット（第1世代）、28ノット（第2世代）
- エンジン：2基 x スカニア DSI II
- 年間利用者数：288万人（2004年）
- WiFiサービス

## 船名
船名はブリスベンと近郊のアボリジニーの地名に因む。
括弧内は地名の今使われている英語名、運航開始年月

### 第1世代
- Kurilpa (West End) - 1996年11月
- Mirbarpa (Indooroopilly) - 1996年11月
- Barrambin (Breakfast Creek) - 1996年11月
- Tugulawa (Brisbane River at Bulimba) - 1996年11月
- Mianjin (Gardens Point) - 1996年12月
- Binkinba (New Farm) - 1996年12月
- Mooroolbin (Hamilton Sandbank) - 1998年10月
- Baneraba (Toowong) - 1998年12月

### 第2世代
- Beenung-urrung (Highgate Hill) - 2004年8月
- Tunamun (Petrie Bight) - 2005年6月
- Meeandah (Eagle Farm & Pinkenba) - 2008年2月
- Wilwinpa - 2008年6月
- Ya-wa-gara (Breakfast Creek) - 2008年11月
- Mahreel (Spring Hill)- 2009年4月

### 第3世代
前世代までに比べ燃費の向上、排出ガスおよび騒音の削減がされている。
- Kuluwin (Wooloowin) - 2010年2月